# Xoaltecuhtli
Xoaltecuhtli est, dans la mythologie aztèque, le dieu personnifiant le rêve. Il est une divinité de la nuit et du sommeil, qui régit le rêve et ses perturbations. Il était le messager de Mictlantecuhtli et le frère de Miquiztlitecuhtli, le dieu du suicide, de l'homicide et des morts soudaines, périnatales, de maladie, accidentelles et de vieillesse.